# Samoubilački terorizam
Samoubilački terorizam je spremnost pojedinaca da žrtvuju svoj život radi uništavanja ili pokušaja uništavanja nekog cilja, a u svrhu ostvarenja političkog cilja. Cilj je terorista samožrtvovanje tijekom obavljanja zadaće, odnosno uništavanja cilja (Vlašić, 2001).
Taktici samoubilačkih terorističkih napada najčešće su pribjegavali pripadnici LTTE (Oslobodilački tigrovi tamilskog Elama), osim njih slične napade poduzimaju i skupine islamskih fundamentalista na Bliskom istoku. Najčešće Islamski džihad, Hamas (Harakat Muqama al Islamyia - Islamski pokret otpora), Al-Kaida i Kurdistanska radnička stranka (PKK).  U pozadini tih organizacija stoje najčešće, jaki separatistički pokreti i/ili islamski fundamentalizam. Bezuvjetna predanost cilju, vođama i autoritetima, vjerski ili ideološki fanatizam te visoka razina organiziranosti, korištenje suvremene tehnologije i psiholoških metoda u situaciji vojne, političke i financijske inferiornosti, pozadina su na kojoj se stvaraju samoubilački teroristi (Trlek, Filjak, 2002). 
Tijekom 2003. godine diljem svijeta se dogodilo više od 50 različitih samoubilačkih napada u kojima je ubijeno više od 650 ljudi a 2500 ranjeno (HV).
Najčešće korištena metoda jesu vozila natovarena s eksplozivom ili eksploziv na samoj osobi što u pravilu omogućava veliku učinkovitost u dostizanju određenog cilja te se nikako nesmije isključiti psihološki faktor kod samog bombaša samoubojice kojemu jedina briga ostaje uspješno izvršenje zadatka pošto je u samoj fazi pripremanja zadatka on visoko motiviran za isvršenje istog, te u isto vrijeme potpuno oslobođen brige za vlastiti život, ta činjenica uvelike olakšava i samo planiranje akcija, pošto se vrijeme ne troši na planiranje povlačenja operativaca kao i na brigu o njihovoj sigurnosti, tj. samoubilačka misija se uvijek planira jednostrano bez planiranja i osiguravanja povratka izvršitelja. 
No ipak sam čin uništenja cilja nije konačan jer iza takve akcije ostaje i jaki psihološki učinak, putem medija, samim izvještavanjem o događaju se generira određeno psihološko stanje napetosti tj. teroristi postižu svoj cilj teror i šalju snažnu psihološku poruku.